# Czesław Ptak
Czesław Ptak (ur. 20 maja 1942 w Warszawie) – polski bokser, trener i działacz bokserski.

## Życiorys
Walczył w wagach średniej (do 75 kg) i półciężkiej (do 81 kg). Wystąpił na mistrzostwach Europy w 1967 w Rzymie w wadze średniej, ale odpadł w pierwszej walce po porażce z Aleksiejem Kisielowem ze Związku Radzieckiego.
Był wicemistrzem Polski w wadze średniej w 1968, a także brązowym medalistą w wadze średniej w 1963, 1969 i 1970 oraz w wadze półciężkiej w 1965. Wraz z zespołem Turowa Zgorzelec wywalczył drużynowe mistrzostwo Polski w 1970.
Cztery razy wystąpił w reprezentacji Polski w latach 1965-1967 (2 zwycięstwa i 2 porażki).
Po zakończeniu kariery został trenerem (jego wychowankiem jest m.in. Andrzej Gołota). W latach 1977–1983 i 1994–1996 prowadził reprezentację Polski. W okresie 2000–2004 był prezesem Polskiego Związku Bokserskiego.